# Stemona phyllantha
Stemona phyllantha är en enhjärtbladig växtart som beskrevs av François Gagnepain. Stemona phyllantha ingår i släktet Stemona och familjen Stemonaceae.
Artens utbredningsområde är Thailand. Inga underarter finns listade.